# Preili (distrito)
Preili (Letão: Preiļu rajons) é um distrito da Letônia localizado na região de Latgale. Sua capital é a cidade de Preiļi.
Faz divisa com os seguintes distritos: Jēkabpils, Madona, Rezekne, Kraslava e Daugavpils. 